# Jerry Voutilainen
Jerry Voutilainen (Kuopio, 29 marzo 1995) è un calciatore finlandese, centrocampista del KuPS.

## Carriera

### Club
Ha giocato nella prima divisione finlandese.

### Nazionale
Ha rappresentato le nazionali giovanili finlandesi.

## Palmarès

### Club

#### Competizioni nazionali
- Campionato finlandese: 1

KuPS: 2024
- Coppa di Finlandia: 1

KuPS: 2024